# Charkowska Fabryka Traktorów
Charkowska Fabryka Traktorów (ChTZ, ukr. Харківський тракторний завод) – ukraiński producent ciągników z siedzibą w Charkowie. Zbudowana w latach 1930–1931 jako jeden z zakładów pierwszego pięcioletniego planu uprzemysłowienia ZSRR w latach 1927–1932. Była największym producentem ciągników w USRR produkującym zarówno ciągniki kołowe, jak i gąsienicowe oraz sprzęt wojskowy.

## Historia
Budowę zakładu rozpoczęto w kwietniu 1930 na stepie, 15 kilometrów na południowy wschód od Charkowa. Zaprojektowana została jako fabryka, która docelowo produkowałaby prawie wszystko co jest potrzebne do produkcji ciągników, od produkcji stali po najbardziej skomplikowane części.
Fabryka została zbudowana bez pomocy firm zagranicznych, na podstawie projektów opracowanych przez architekta z Detroit, Alberta Kahna, projektanta podobnej fabryki traktorów w Stalingradzie. Chociaż nie była to kalka zakładu stalingradzkiego, był to jednak wczesny przykład standaryzacji architektury w ZSRR. Józef Stalin określił projekt jako stalowy bastion kolektywizacji rolnictwa na Ukrainie i wierzył, że robotnicy i personel inżynieryjno-techniczny przezwyciężą trudności młodego przedsiębiorstwa, wykorzystując doświadczenie Zakładów Stalingradzkich.
Charkowska Fabryka Traktorów była jedną z trzech głównych fabryk traktorów (pozostałe w Stalingradzie i Czelabińsku). Została nazwana im. Sergo Ordżonikidze, na cześć komisarza ds. przemysłu ciężkiego.

### Zakład w latach 1930–1941
W październiku 1931 zakład rozpoczął produkcję licencyjnych ciągników kołowych oznaczonych ChTZ 15/30, z silnikiem benzynowym o mocy 30 koni mechanicznych, które rozwijały prędkość 7,4 km/h. Ciągnik był licencyjną kopią ciągnika International 15/30, produkowanego przez amerykańską firmę International Harvester. Do następnego roku z linii montażowej zjechało 17 374 ciągników. W 1936 r. prawdopodobnie fabrykę opuścił 150 000 ciągnik.
17 września 1937 zakład rozpoczął seryjną produkcję ciągnika gąsienicowego ChTZ– NATI. Był to pierwszy seryjnie produkowany ciągnik gąsienicowy konstrukcji radzieckiej.

### Okres II wojny
Po wybuchu Wielkiej Wojny Ojczyźnianej w 1941 r., wyposażenie zakładu i załogę ewakuowano do Rubcowska, w Kraju Ałtajskim na Syberii. Tam funkcjonowała jako Ałtajska Fabryka Traktorów (ros. Алтайский тракторный завод), która rozpoczęła produkcję w 1942 r. 24 października 1941 r. Charków został zajęty przez wojska niemieckie, a zakład w czasie walk został prawie całkowicie zniszczony. W sierpniu 1943 Charków został wyzwolony przez wojska radzieckie, i natychmiast rozpoczęto prace nad odbudową fabryki. Produkcję wznowiono pod koniec 1944.

### Okres 1944 – 1991
Od 1949 r. produkował gąsienicowy ciągnik DT-54 z silnikiem wysokoprężnym, który był głównym ciągnikiem używanym w rolnictwie do 1962 r. W latach 1953–1972 zakład produkował również kołowy ciągnik do upraw rzędowych o sile pociągowej 0,6 tony ChТZ-7. W 1962 r. do produkcji wszedł ciągnik T-74 zmodernizowana wersja ciągnika DT-54, a w 1967 r. zakład wyprodukował milionowy ciągnik w tej wersji. W ramach dziewiątego planu pięcioletniego w latach 1971–1975 wprowadzono do produkcji ciężki przegubowy ciągnik kołowy T-150.
W latach 80 XX w. zakład osiągnął maksymalną wydajność – produkcja dochodziła do 70 000 ciągników rocznie. Dla małych gospodarstw produkowano ciągniki o małej mocy z silnikami o mocy od 12 do 24 KM, takie jak ChTZ-7, T-14, T-19, T-20 i T-25, a także DT-54 i T-74 o średniej mocy. Do początku 1986 roku fabryka dostarczała ciągniki do 36 krajów.

### Niepodległa Ukraina
W 1994 r., dwa lata po rozpadzie Związku Radzieckiego i uzyskaniu niepodległości przez Ukrainę, zakład został przekształcony w otwartą spółkę akcyjną. Po utworzeniu Ukragromasz (stowarzyszenie przedsiębiorstw produkujących maszyny i urządzenia dla kompleksu rolno-przemysłowego) zakład wszedł w jego skład. Na początku XXI wieku zakład nadal produkował ciągniki, ogólnego przeznaczenia, m.in.: gąsienicowe ChTZ-17221 i ChTZ-17222, kołowy ChTZ-16131, gąsienicowy ChTZ-181, rolniczy ChТZ-3510, ładowarki kołowe ChТZ-156, a także zmodernizowane serie ciągników T-150K

## Inwazja rosyjska
Według raportu Agroportal 24h z 28 lutego 2022, Charkowska Fabryka Traktorów w czasie inwazji Rosji na Ukrainę, została w dużej części zniszczona przez zmasowany ostrzał artyleryjski wojsk rosyjskich. Rumuński portal informacyjny Observator w dniu 22 marca 2022 informował, że produkcja ciągników miała zostać wznowiona w Halboca, wiosce w pobliżu miasta Jassy, we wschodniej Rumunii, gdzie była planowana budowa nowego zakładu.

## Produkcja wojskowa
Oprócz traktorów zakłady produkowały też pojazdy wojskowe. Po wybuchu Wielkiej Wojny Ojczyźnianej do czasu ewakuacji zakład produkował czołg T-60, oraz działa samobieżne ChTZ-16 (T-16 ozn. wojskowe). Było to przystosowane podwozie ciągnika rolniczego ChTZ-NATI do roli improwizowanego działa przeciwpancernego. Produkcja seryjna trwała od września do października 1941. Po zbliżeniu się frontu fabrykę ewakuowano na Syberię. Tutaj uruchomiono ponownie produkcję ciągników gąsienicowych ChTZ-NATI. Pierwszy ciągnik został wyprodukowany 24 sierpnia 1942 roku. Ten dzień został jednocześnie uznany jako data powstania Ałtajskiej Fabryki Traktorów. W sumie w czasie wojny wyprodukowano w niej około sześciu tysięcy tych ciągników. Spora część z nich została wysłana na front. Po wojnie w odbudowanych zakładach w Charkowie, w latach 1948–1950 powstał prototyp lekkiego ciągnika artyleryjskiego ATL, a w latach 1953–1954 wyprodukowano eksperymentalną partię tych pojazdów. Na początku lat 60 XX w. podjęto prace nad konstrukcją nowych lekkich transporterów wielozadaniowych, MTL i MT-LB. Pierwszy z nich miał aluminiowy kadłub, a drugi stalowy. W październiku 1964 Państwowa Komisja Ministerstwa Obrony ZSRR podjęła decyzję o wprowadzeniu tych pojazdów na wyposażenie wojska. W październiku 1967, na bazie transportera MT-LB opracowano podwozie specjalne dla haubicy 2S1 Goździk i transporter wielozadaniowy MT-LBu. W listopadzie 1967 zakład rozpoczął produkcję MT-LB i MT-LBu. W czerwcu 1972 uruchomiono seryjną produkcję haubicy samobieżnej 2S1 Goździk. Zakład produkował też od 1978 UR-77 Meteorit.

## Produkcja cywilna

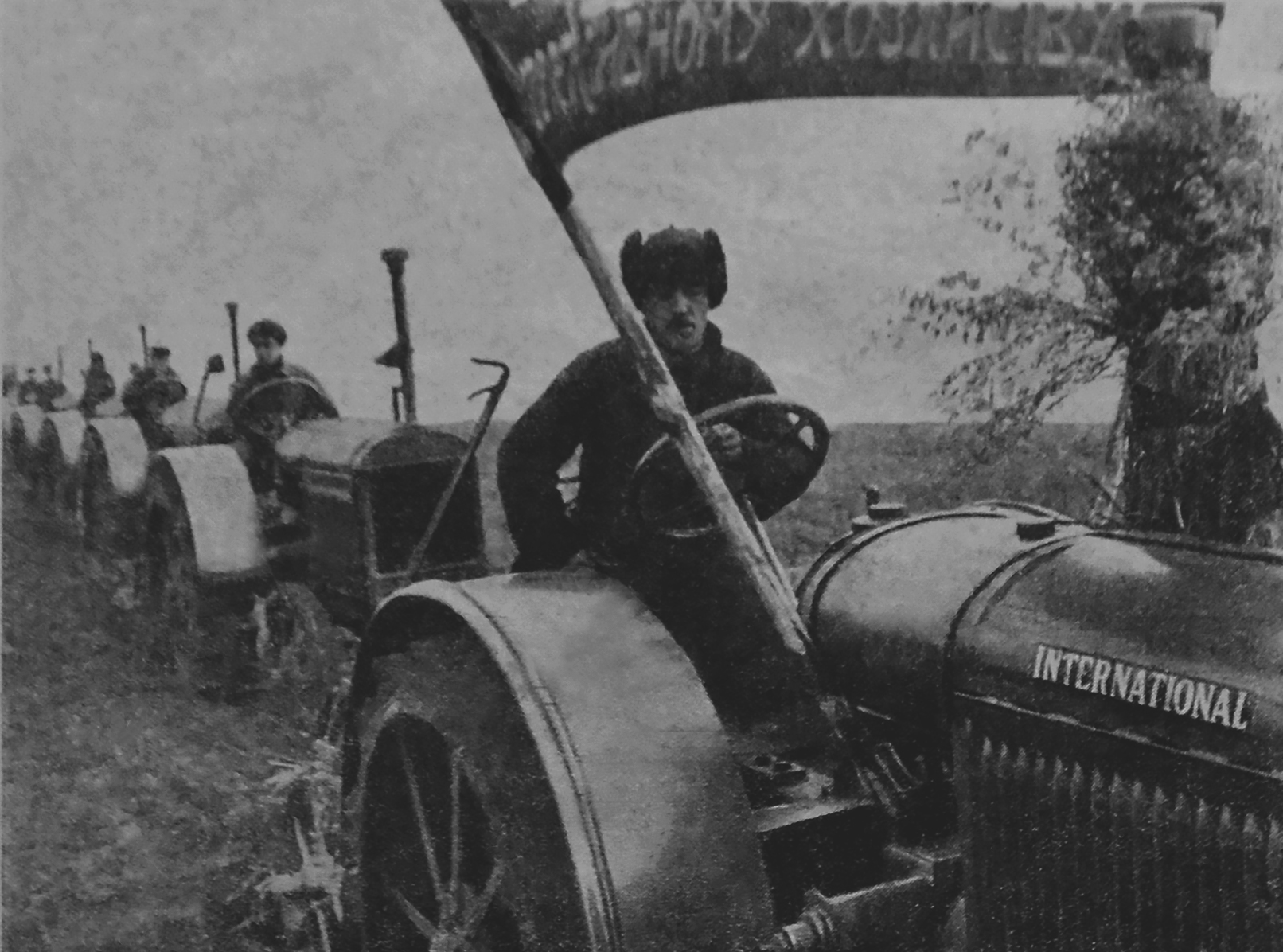
Ciągnik International Harvester 15/30
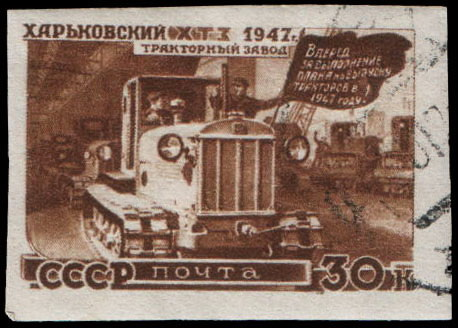
Zakład na znaczku pocztowym ZSRR
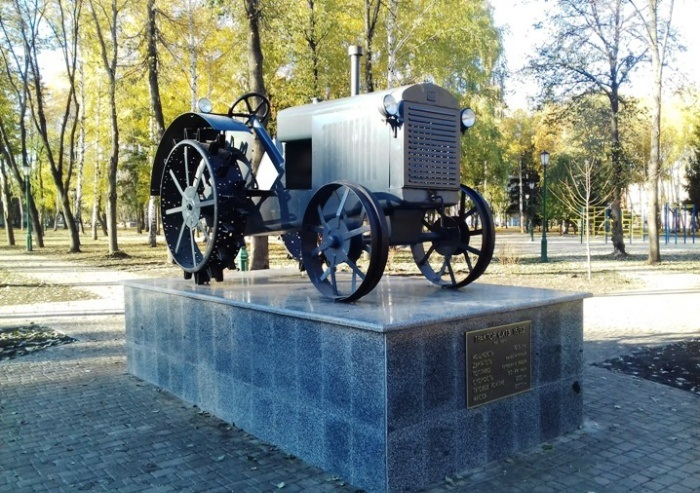
Pomnik licencyjnego ciągnika International Harvester 15/30
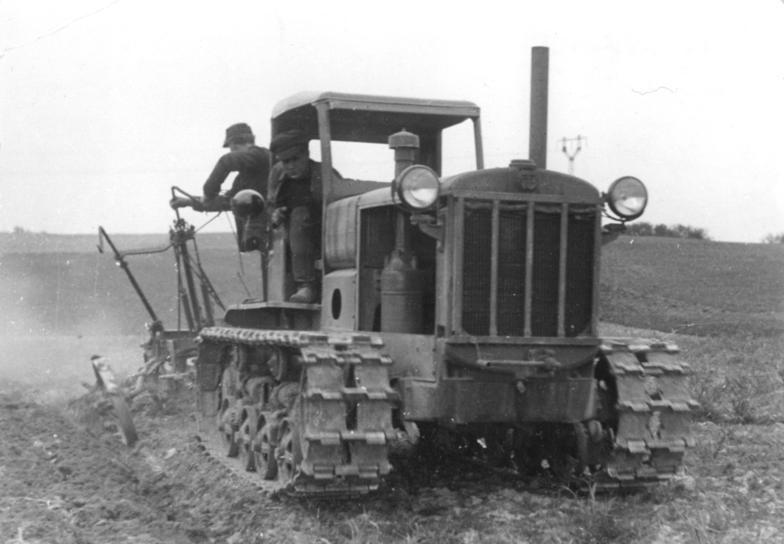
Ciągnik ChTZ- NATI
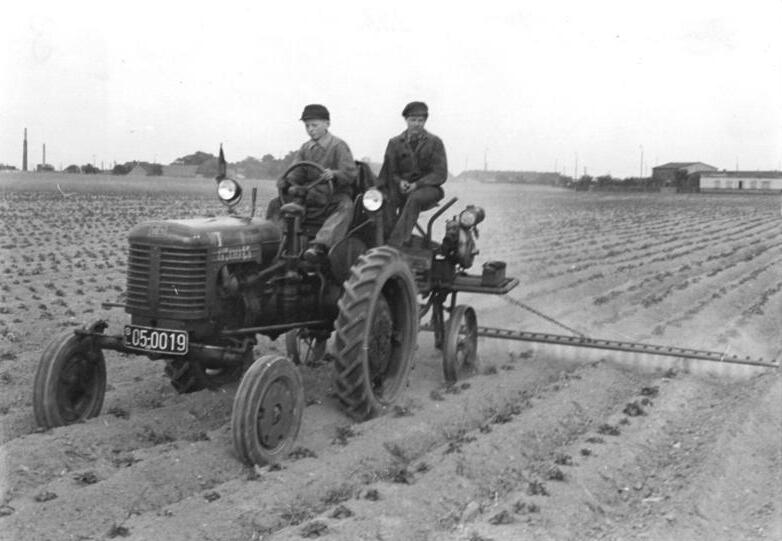
Ciągnik ChТZ-7
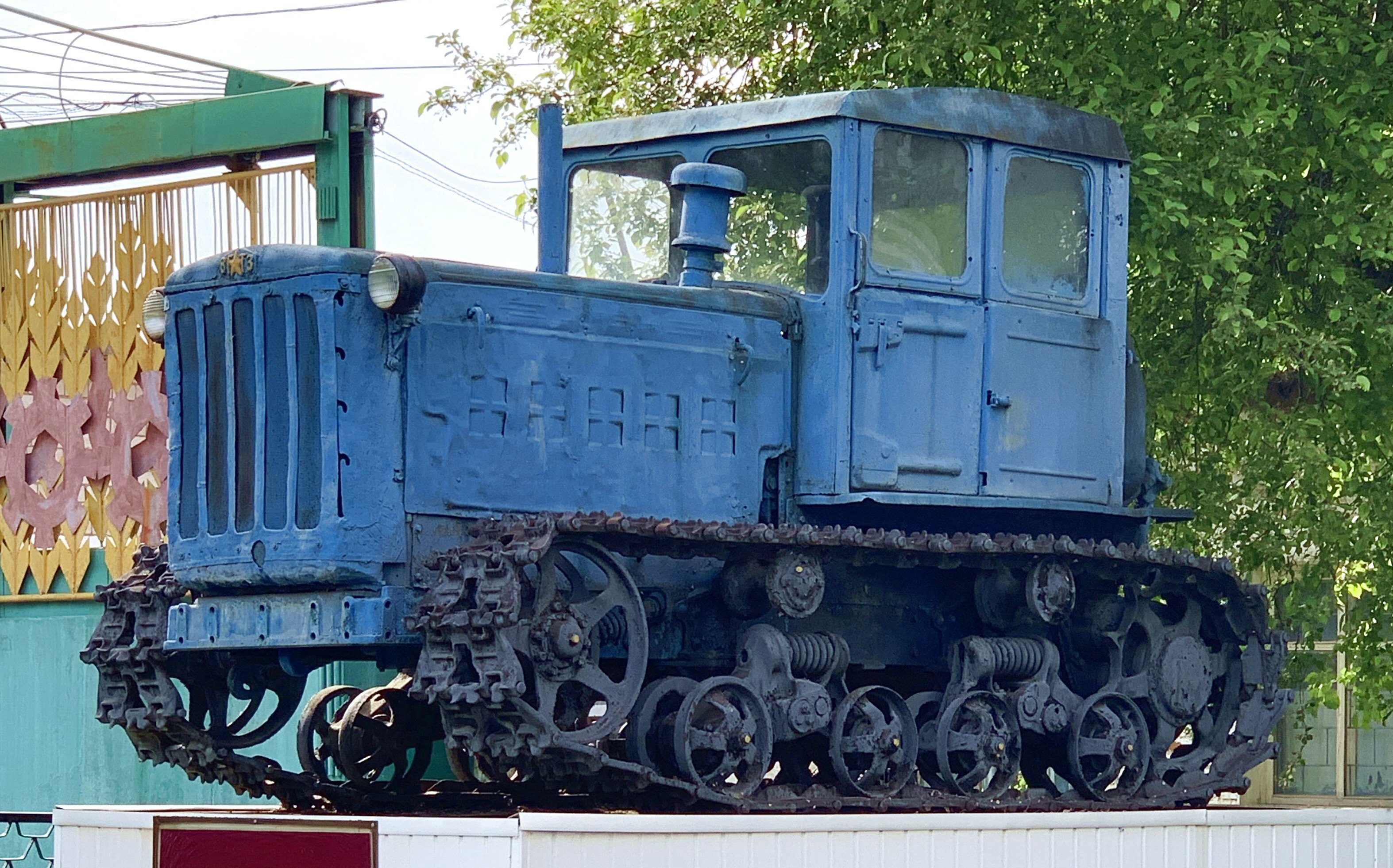
Ciągnik DT- 54
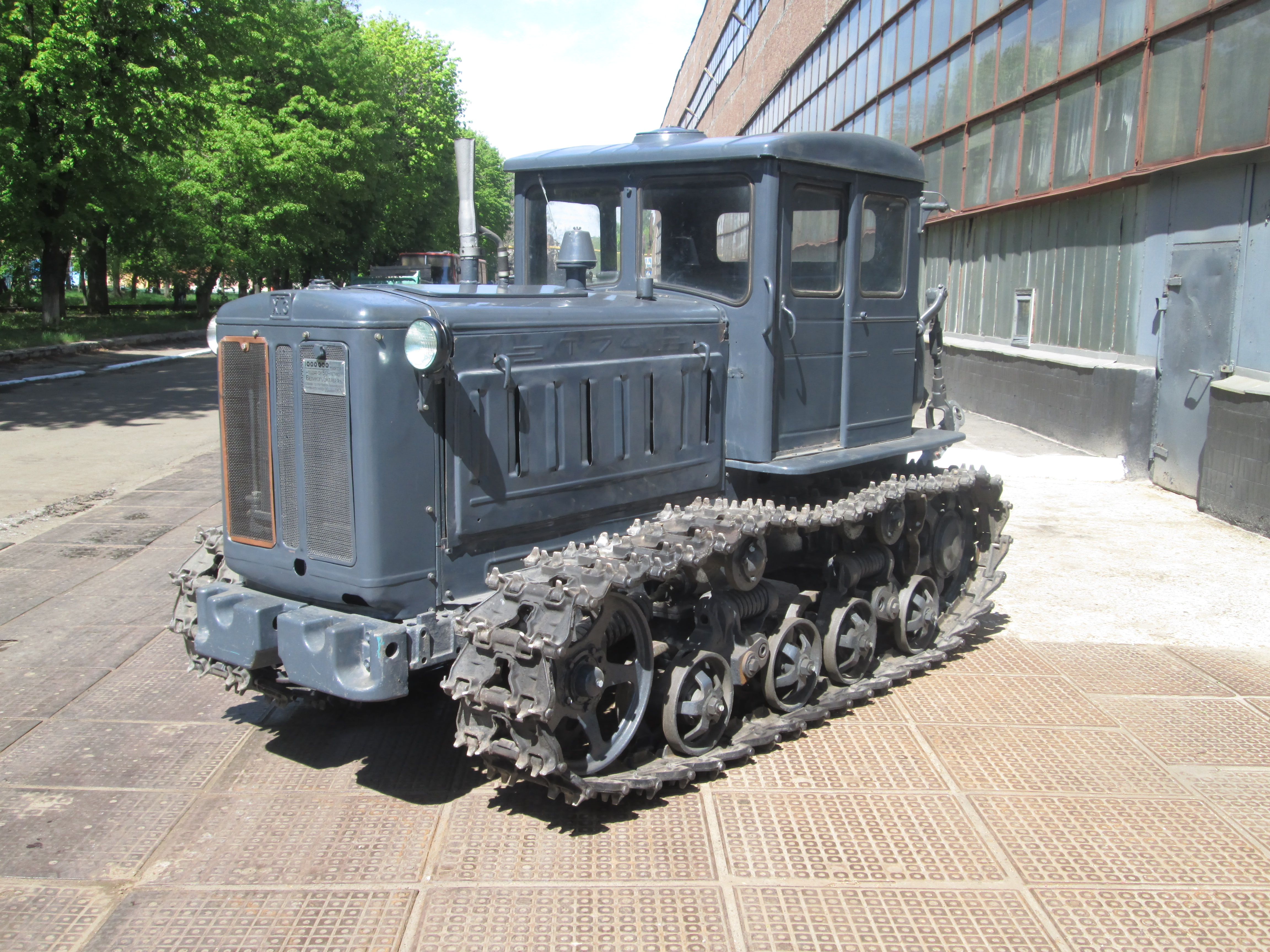
Milionowy ciągnik T-74 wyprodukowany przez zakład
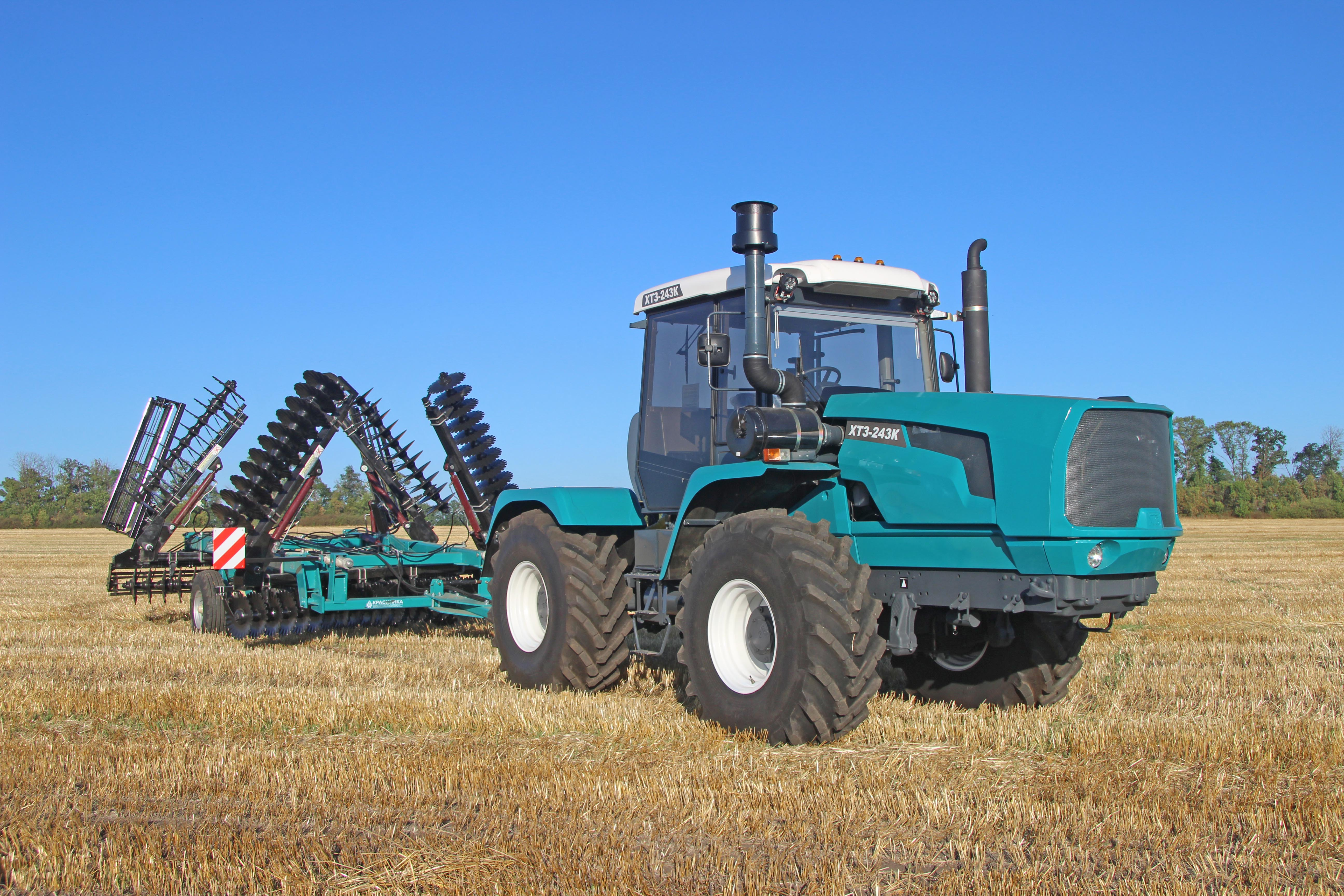
Model ChTZ-243K
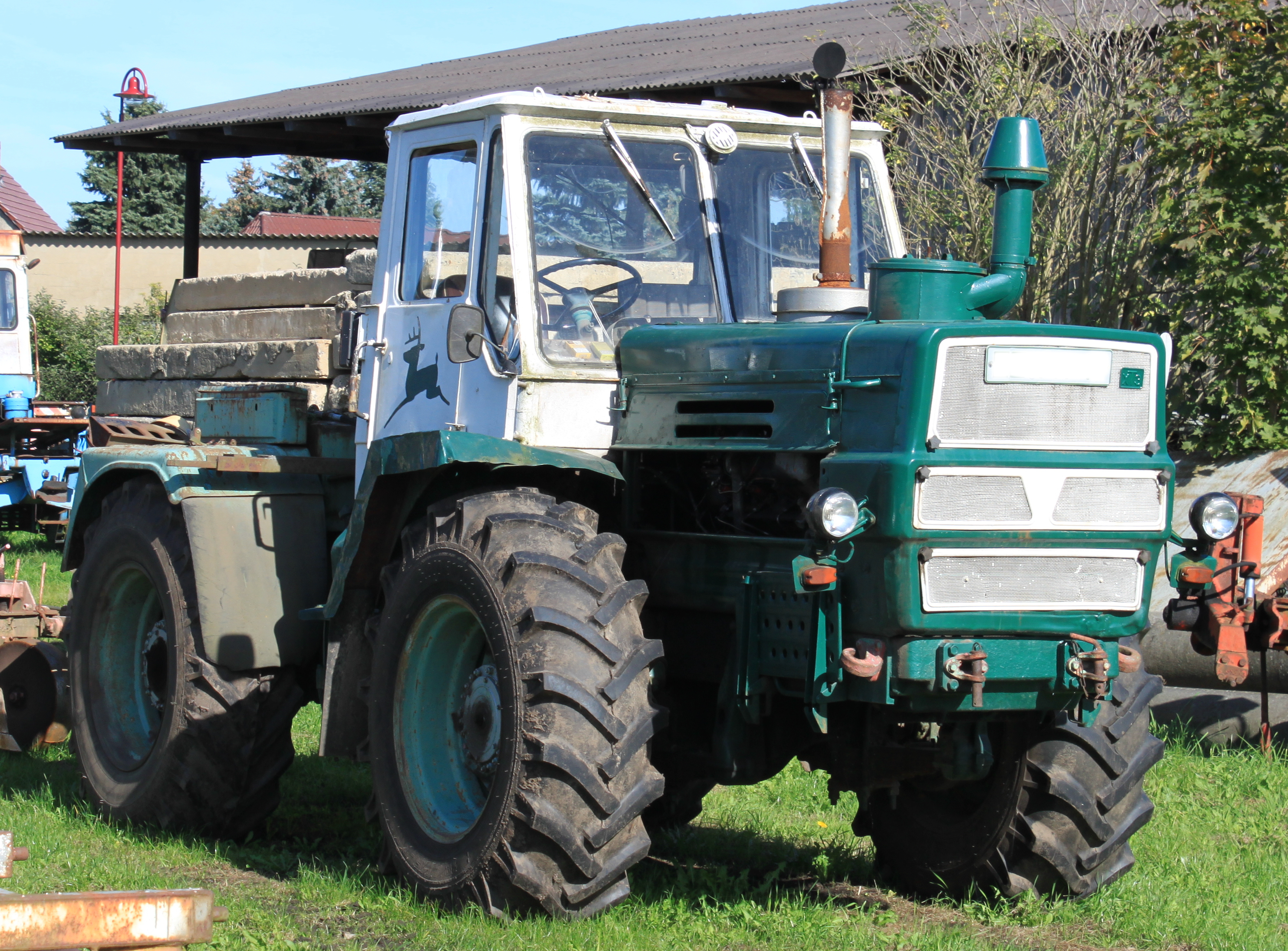
Model T150 K
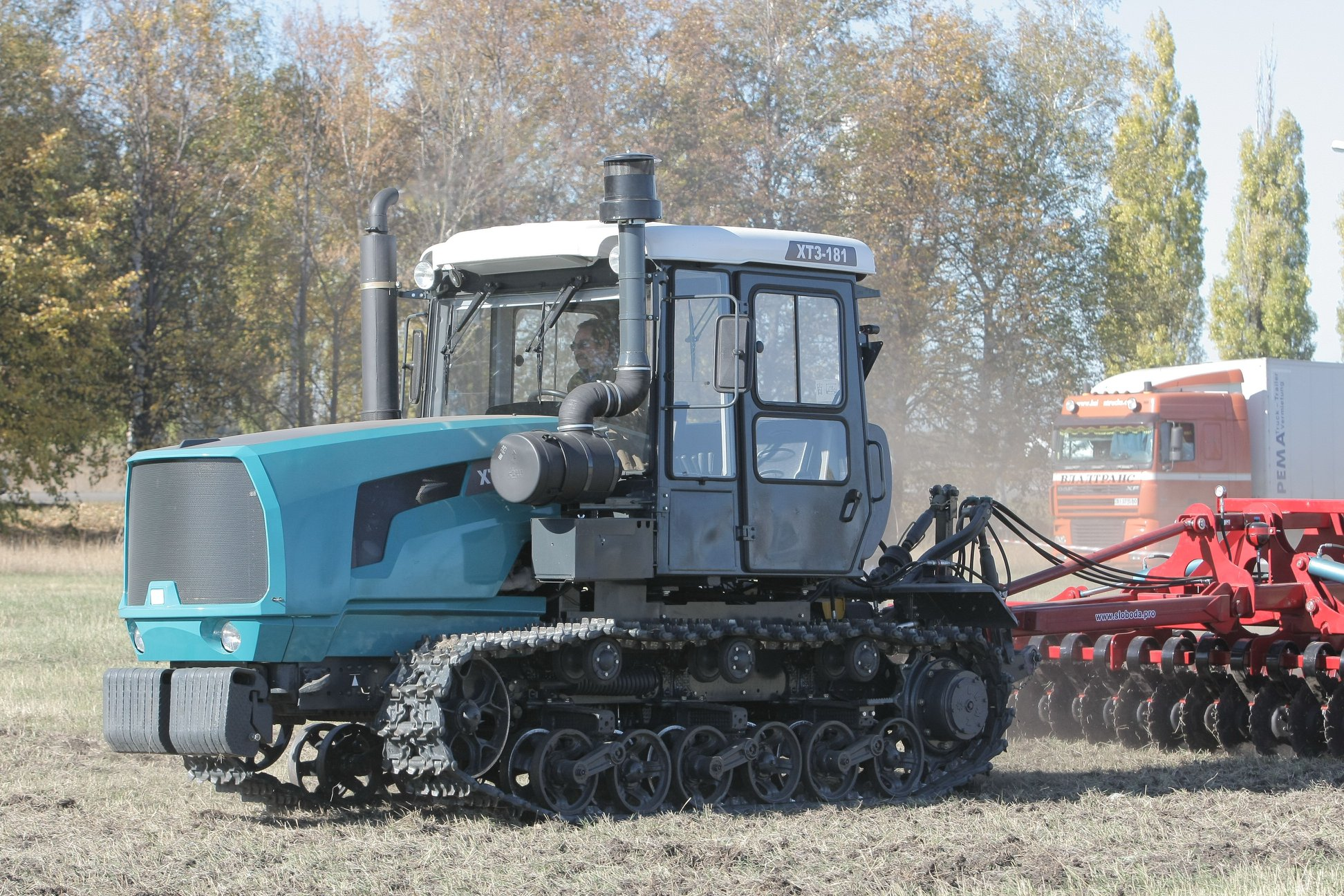
Model ChTZ-181
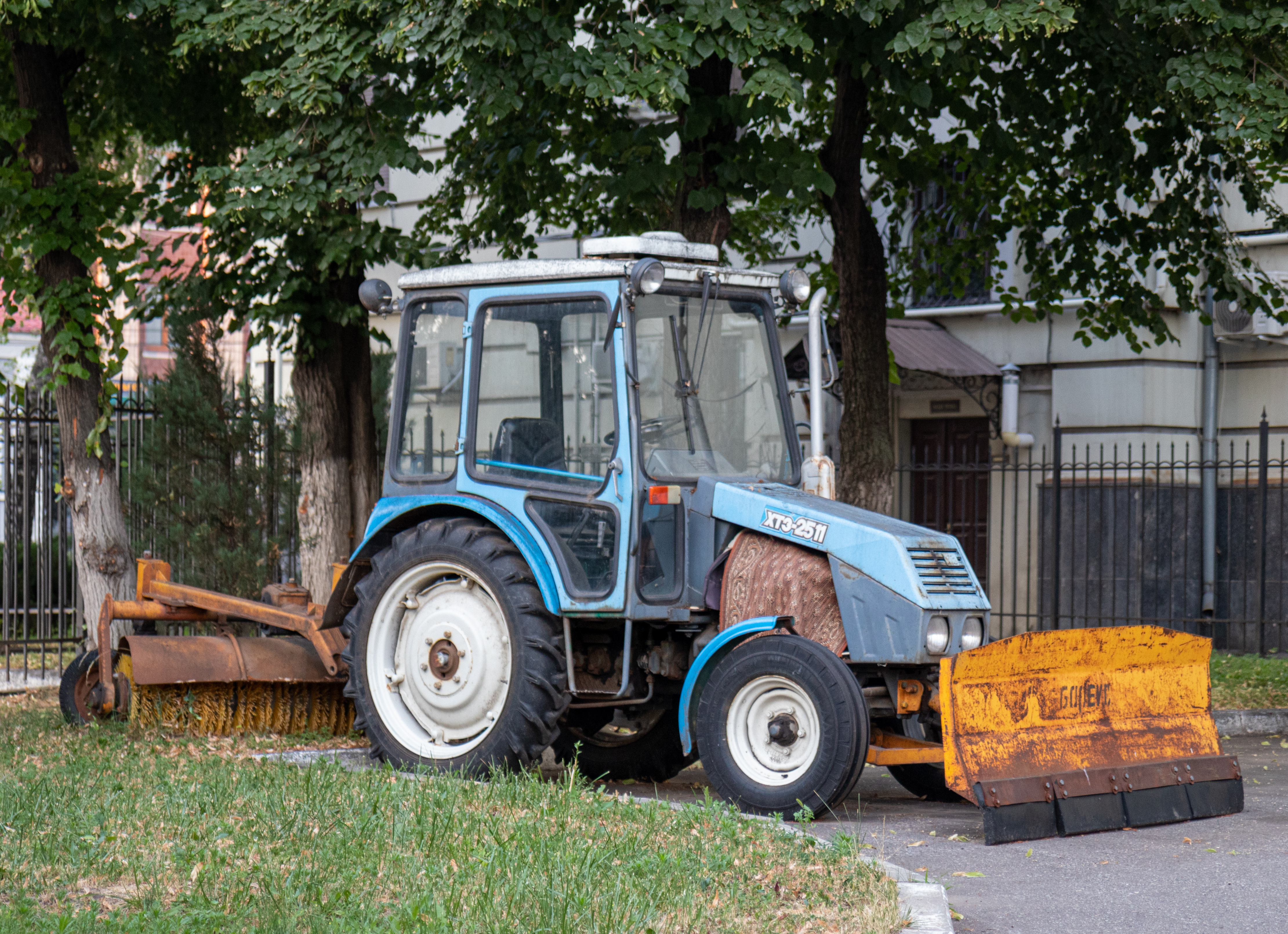
ChТZ-2511

## Produkcja wojskowa

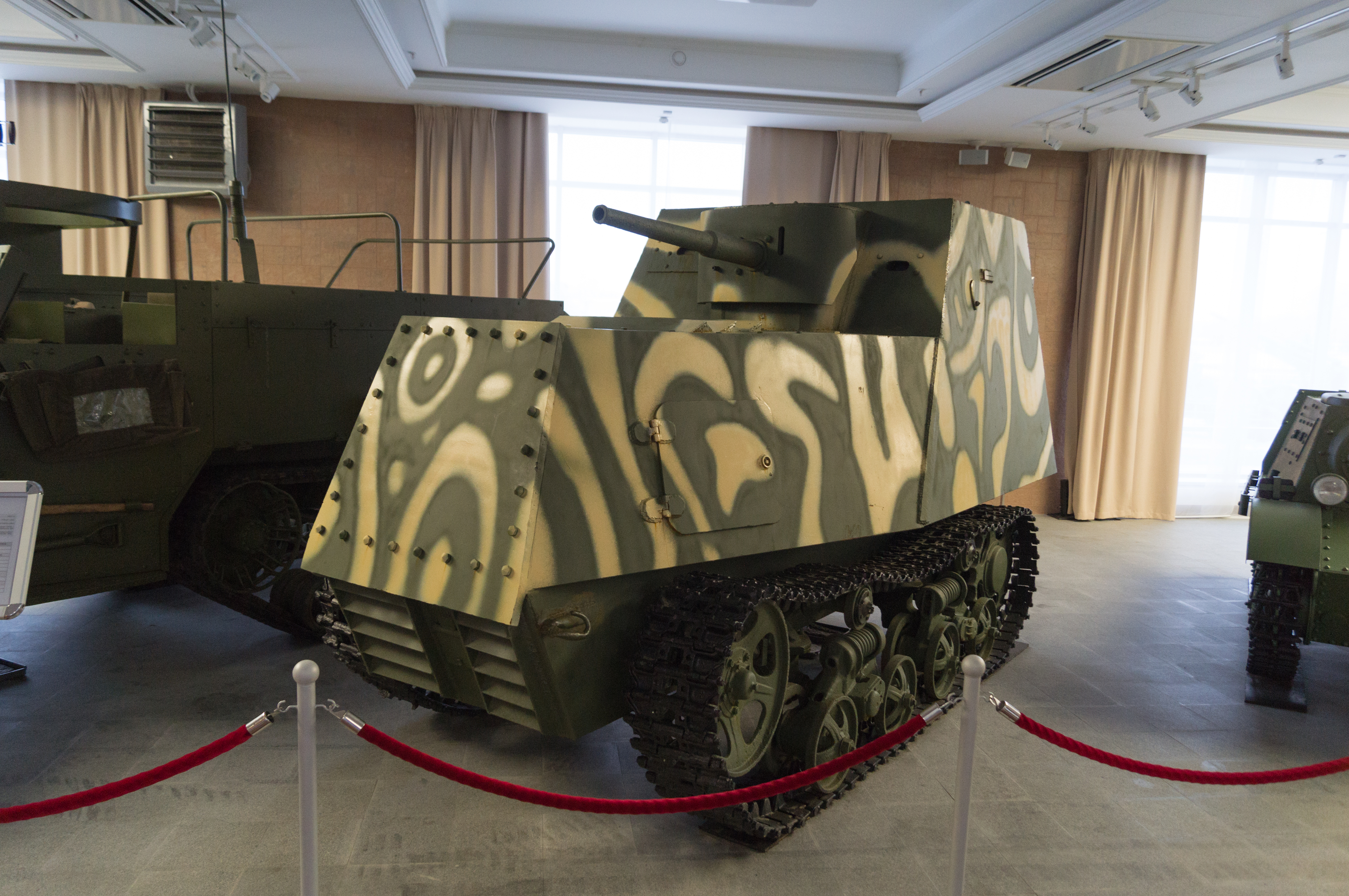
ChTZ-16
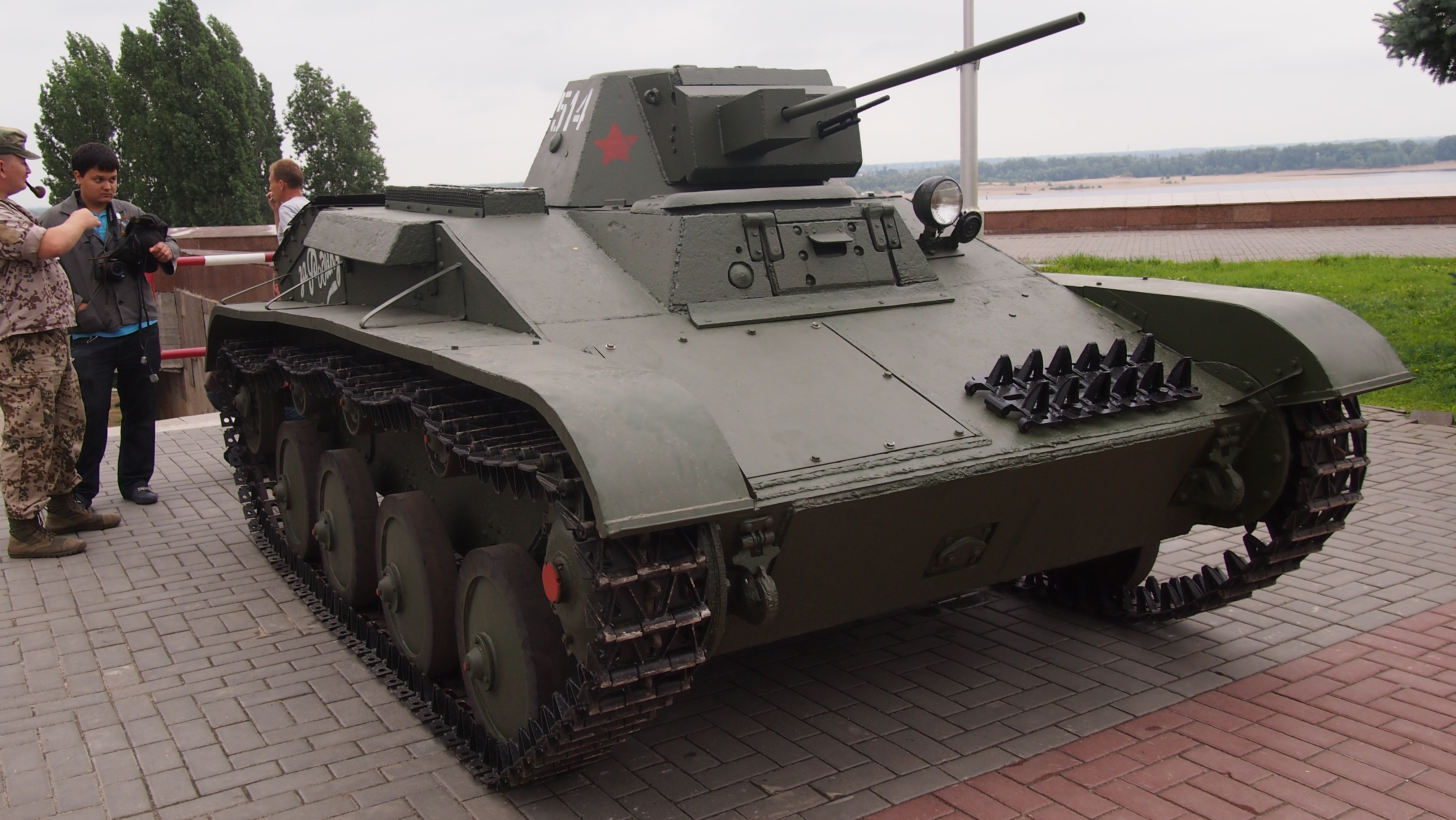
Т- 60
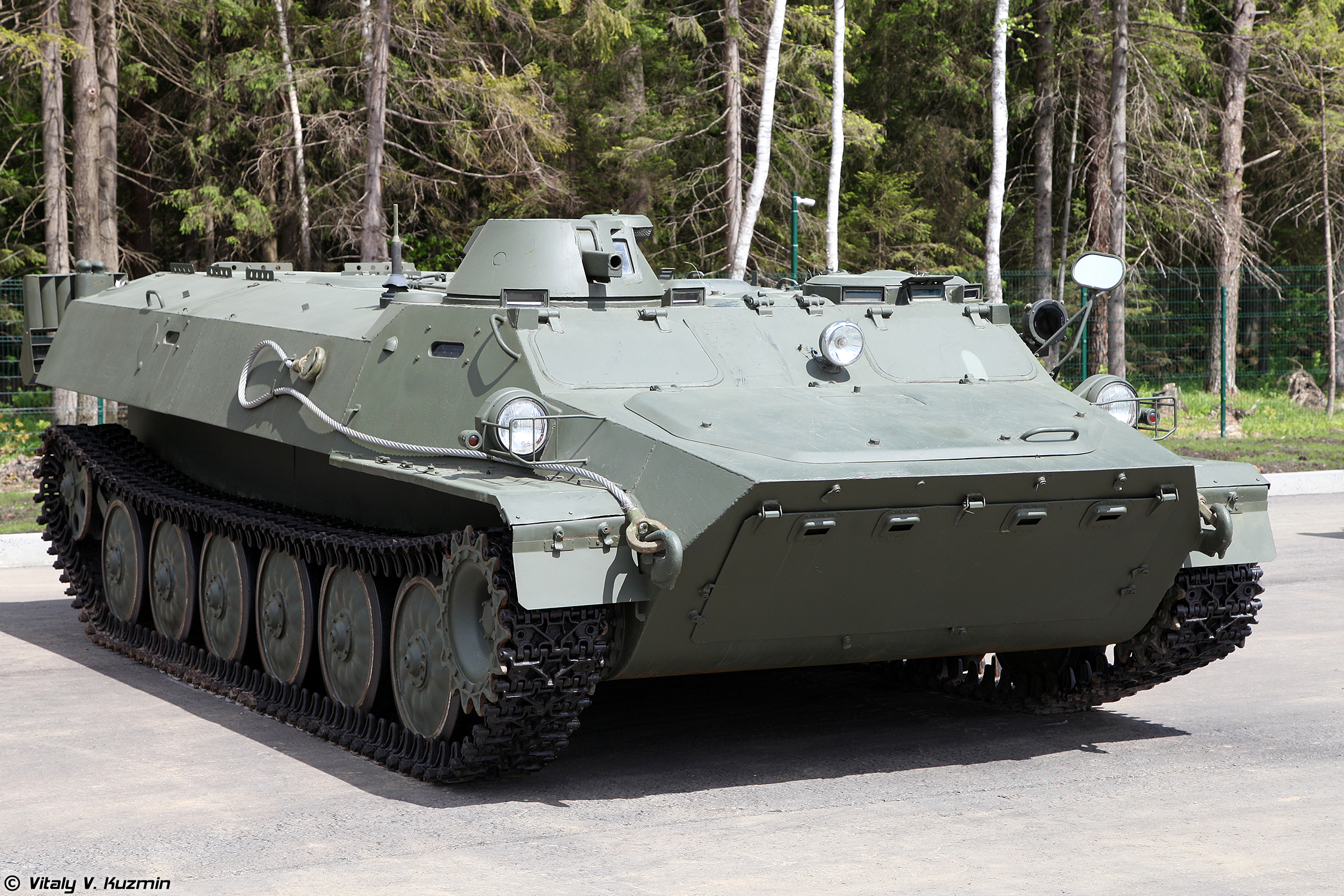
MT- LB
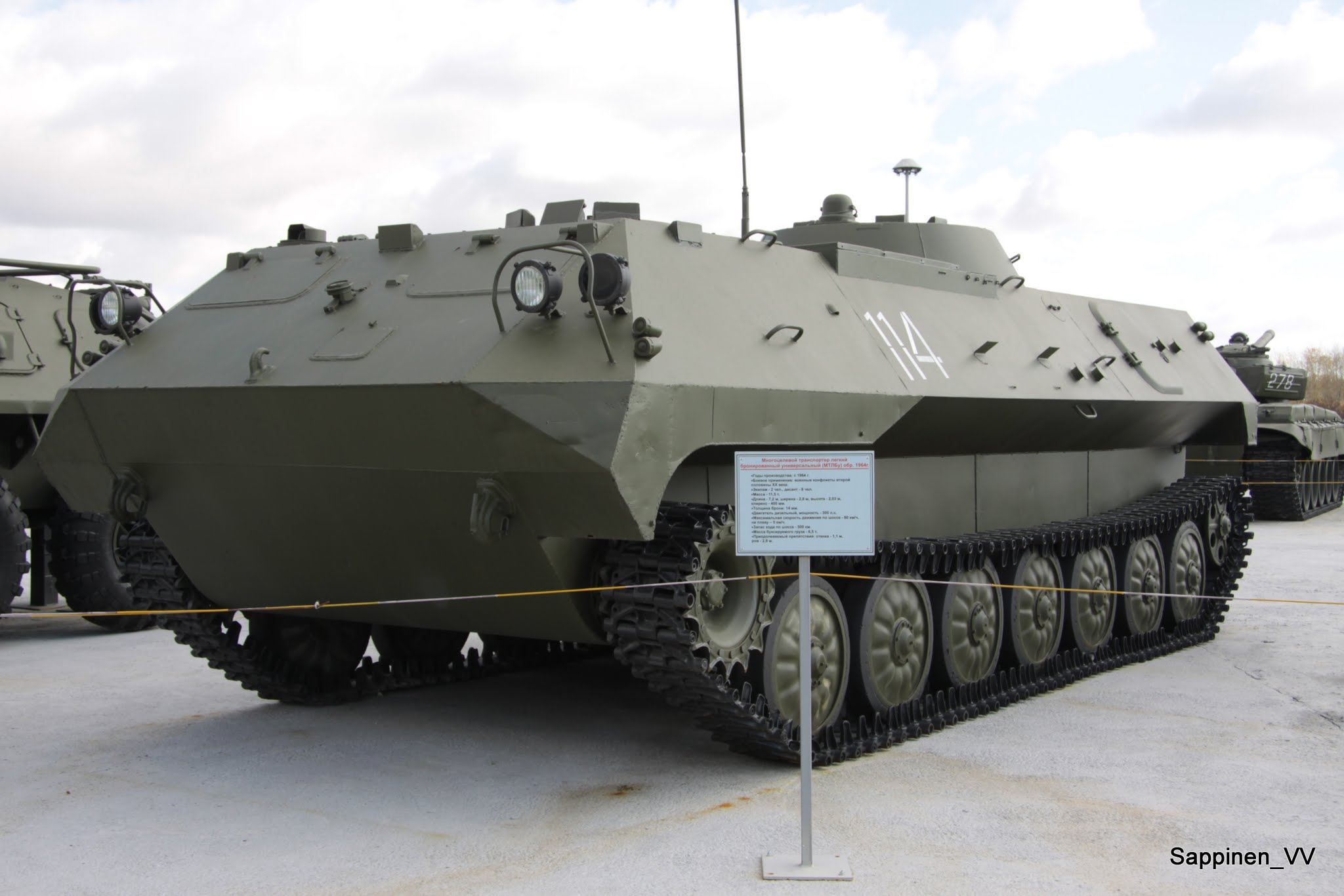
MT- LBu
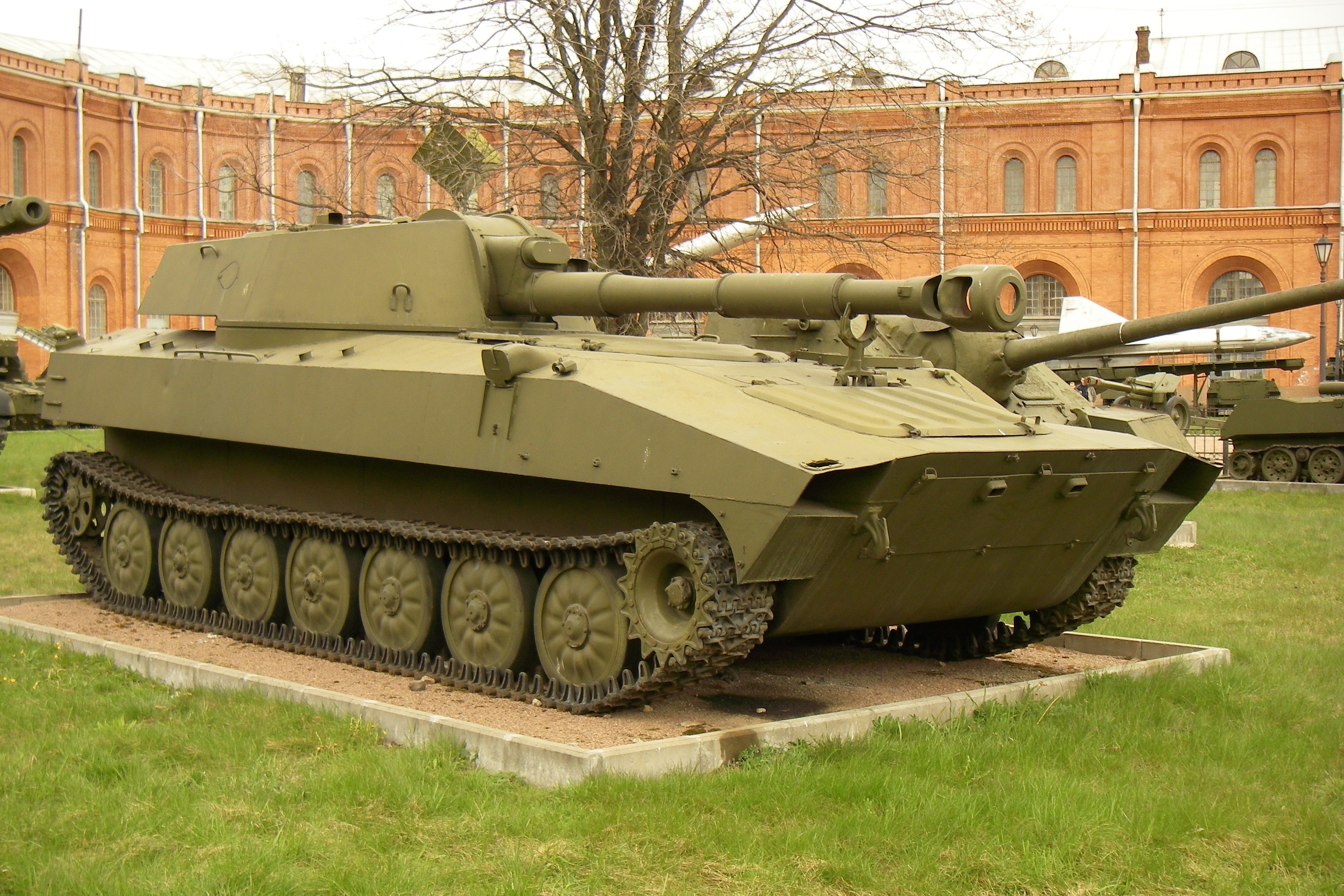
2S1 Gożdzik
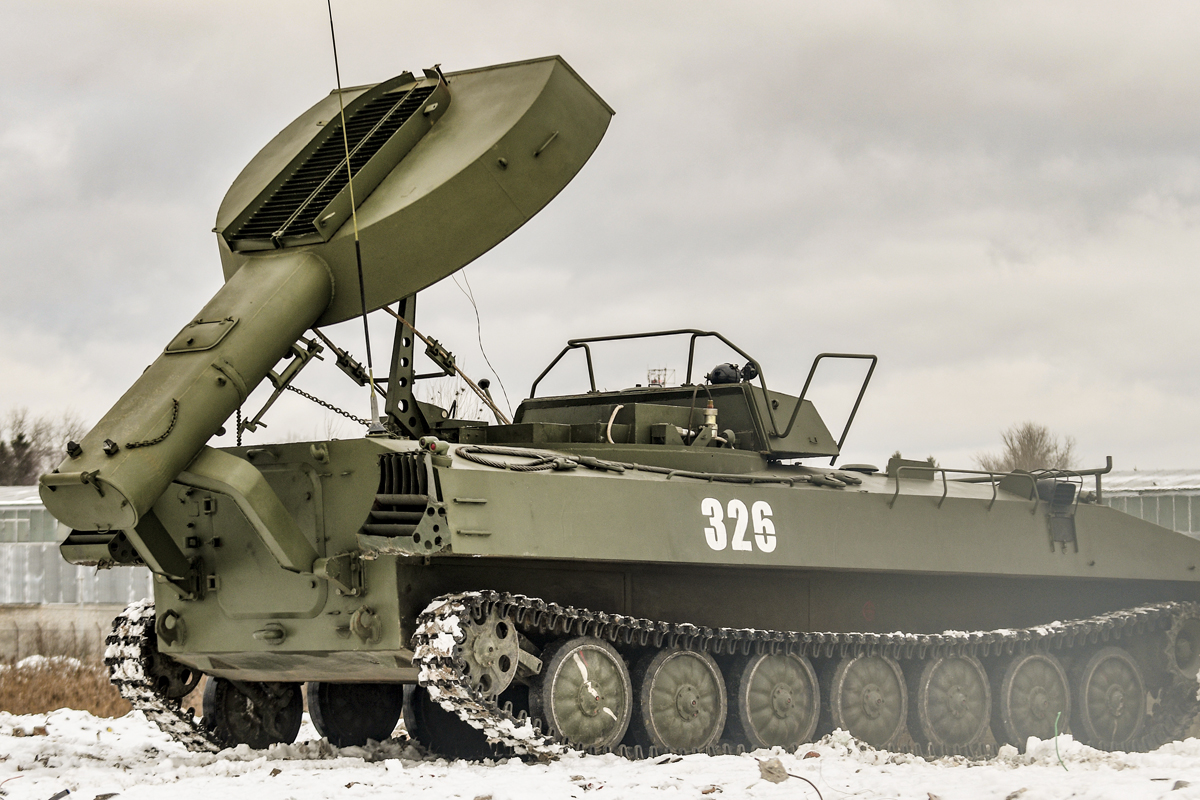
Pojazd rozmiowania